# Vorderer Brochkogel
Le Vorderer Brochkogel est une montagne qui s’élève à 3 562 m d’altitude dans les Alpes de l'Ötztal, en Autriche.